# Monte Aso
Il monte Aso (阿蘇山?, Aso-san) è il più grande vulcano attivo nel Giappone, ed è tra i maggiori al mondo. Esso si trova nella prefettura di Kumamoto, sull'isola di Kyūshū. La sua vetta è a 1592 m s.l.m. Il monte Aso ha una delle più grandi caldere del mondo (25 km a nord-sud e 18 km a est-ovest). La caldera ha una circonferenza di circa 120 km, anche se fonti diverse variano il perimetro esatto.

## Geologia
Il gruppo del cono centrale dell'Aso si compone di cinque vette: Monte Neko, Monte Taka, Monte Naka, Monte Eboshi, e il Monte Kishima. Il punto più alto è la cima del Monte Taka, a 1 592 metri d'altitudine. È possibile accedere al cratere del Monte Naka tramite la strada del lato ovest. Il cratere contiene un vulcano attivo che emette continuamente fumo e ha occasionali eruzioni. Solo il cratere settentrionale (il primo cratere che si è formato), è stato attivo per gli ultimi settanta anni (1974, 1979, 1984 - 1985, 1989 - 1991 e 2005).
L'attuale caldera presente sull'Aso è dovuta ad un ciclo di eruzioni che si verificano assiduamente su una gamma di 90000-300000 anni. La caldera, una delle più grandi del mondo, contiene addirittura la città di Aso e si estende per circa 18 km da est a ovest e per circa 25 km a nord a sud.
Ejecta, derivante dalla grande eruzione della caldera presente circa 90 000 anni fa, copre più di 600 km³ ed è equivalente al volume del monte Fuji.

### Clima
| Monte Aso (1991-2017) Fonte: JMA | Mesi         | Mesi         | Mesi         | Mesi        | Mesi        | Mesi        | Mesi        | Mesi        | Mesi        | Mesi        | Mesi        | Mesi         | Stagioni | Stagioni | Stagioni | Stagioni | Anno    |
| Monte Aso (1991-2017) Fonte: JMA | Gen          | Feb          | Mar          | Apr         | Mag         | Giu         | Lug         | Ago         | Set         | Ott         | Nov         | Dic          | Inv      | Pri      | Est      | Aut      | Anno    |
| -------------------------------- | ------------ | ------------ | ------------ | ----------- | ----------- | ----------- | ----------- | ----------- | ----------- | ----------- | ----------- | ------------ | -------- | -------- | -------- | -------- | ------- |
| T. max. media (°C)               | 1,9          | 4,0          | 8,0          | 13,4        | 17,9        | 20,0        | 23,4        | 24,3        | 21,5        | 16,5        | 10,7        | 4,6          | 3,5      | 13,1     | 22,6     | 16,2     | 13,8    |
| T. media (°C)                    | −1,4         | 0,1          | 3,6          | 8,9         | 13,5        | 16,7        | 20,1        | 20,6        | 17,7        | 12,4        | 6,9         | 1,0          | −0,1     | 8,7      | 19,1     | 12,3     | 10,0    |
| T. min. media (°C)               | −4,5         | −3,6         | −0,3         | 5,0         | 9,8         | 14,0        | 17,8        | 18,2        | 14,9        | 9,0         | 3,4         | −2,2         | −3,4     | 4,8      | 16,7     | 9,1      | 6,8     |
| T. max. assoluta (°C)            | 14,0 (1937)  | 16,6 (2009)  | 19,3 (2007)  | 23,8 (2012) | 27,2 (2017) | 27,2 (1990) | 29,6 (1942) | 29,8 (2016) | 28,0 (2003) | 25,1 (2005) | 20,7 (1947) | 15,8 (2004)  | 16,6     | 27,2     | 29,8     | 28,0     | 29,8    |
| T. min. assoluta (°C)            | −15,4 (1936) | −15,9 (1981) | −13,1 (1977) | −7,6 (1972) | −1,0 (1935) | 5,5 (1981)  | 9,8 (1966)  | 10,5 (2002) | 4,5 (1987)  | −4,0 (1997) | −7,7 (1970) | −13,0 (1960) | −15,9    | −13,1    | 5,5      | −7,7     | −15,9   |
| Giorni di calura (Tmax ≥ 30 °C)  | 0,0          | 0,0          | 0,0          | 0,0         | 0,0         | 0,0         | 0,0         | 0,0         | 0,0         | 0,0         | 0,0         | 0,0          | 0,0      | 0,0      | 0,0      | 0,0      | 0,0     |
| Giorni di gelo (Tmin ≤ 0 °C)     | 27,6         | 22,7         | 17,3         | 3,6         | 0,0         | 0,0         | 0,0         | 0,0         | 0,0         | 0,2         | 6,4         | 21,4         | 71,7     | 20,9     | 0,0      | 6,6      | 99,2    |
| Giorni di ghiaccio (Tmax ≤ 0 °C) | 10,7         | 6,3          | 1,3          | 0,0         | 0,0         | 0,0         | 0,0         | 0,0         | 0,0         | 0,0         | 0,4         | 5,8          | 22,8     | 1,3      | 0,0      | 0,4      | 24,5    |
| Precipitazioni (mm)              | 93,5         | 132,6        | 215,7        | 230,3       | 272,6       | 712,8       | 634,1       | 348,4       | 287,4       | 133,5       | 122,4       | 86,9         | 313,0    | 718,6    | 1 695,3  | 543,3    | 3 270,2 |
| Giorni di pioggia                | 8,9          | 9,4          | 12,4         | 11,5        | 11,7        | 16,7        | 16,5        | 14,6        | 12,0        | 8,8         | 8,7         | 8,3          | 26,6     | 35,6     | 47,8     | 29,5     | 139,5   |
| Nevicate (cm)                    | 26           | 21           | 9            | 1           | 0           | 0           | 0           | 0           | 0           | 0           | 1           | 14           | 61       | 10       | 0        | 1        | 72      |
| Giorni di neve                   | 6,1          | 5,0          | 1,9          | 0,2         | 0,0         | 0,0         | 0,0         | 0,0         | 0,0         | 0,0         | 0,3         | 4,1          | 15,2     | 2,1      | 0,0      | 0,3      | 17,6    |
| Giorni di nebbia                 | 14,1         | 12,6         | 13,7         | 12,8        | 14,7        | 19,4        | 24,6        | 22,2        | 18,7        | 15,5        | 16,2        | 15,2         | 41,9     | 41,2     | 66,2     | 50,4     | 199,7   |
| Umidità relativa media (%)       | 84           | 79           | 76           | 73          | 74          | 86          | 90          | 88          | 85          | 80          | 80          | 82           | 81,7     | 74,3     | 88       | 81,7     | 81,4    |
| Ore di soleggiamento mensili     | 92,1         | 111,8        | 139,8        | 157,7       | 168,0       | 100,1       | 114,5       | 131,9       | 127,2       | 148,2       | 120,4       | 107,9        | 311,8    | 465,5    | 346,5    | 395,8    | 1 519,6 |
| Pressione a 0 metri s.l.m. (hPa) | 887,1        | 886,6        | 886,1        | 885,5       | 884,7       | 883,2       | 885,0       | 885,4       | 886,7       | 888,9       | 889,7       | 888,6        | 887,4    | 885,4    | 884,5    | 888,4    | 886,5   |
| Tensione di vapore (hPa)         | 4,8          | 5,1          | 6,2          | 8,5         | 11,5        | 16,4        | 21,1        | 21,2        | 17,3        | 11,8        | 8,3         | 5,6          | 5,2      | 8,7      | 19,6     | 12,5     | 11,5    |
| Vento (direzione-m/s)            | WNW 4,8      | WNW 4,9      | W 5,0        | W 4,9       | SE 4,6      | SSE 4,7     | SW 4,8      | SE 4,4      | SE 4,3      | NNE 4,4     | N 4,3       | WNW 4,6      | 4,8      | 4,8      | 4,6      | 4,3      | 4,6     |

## Storia

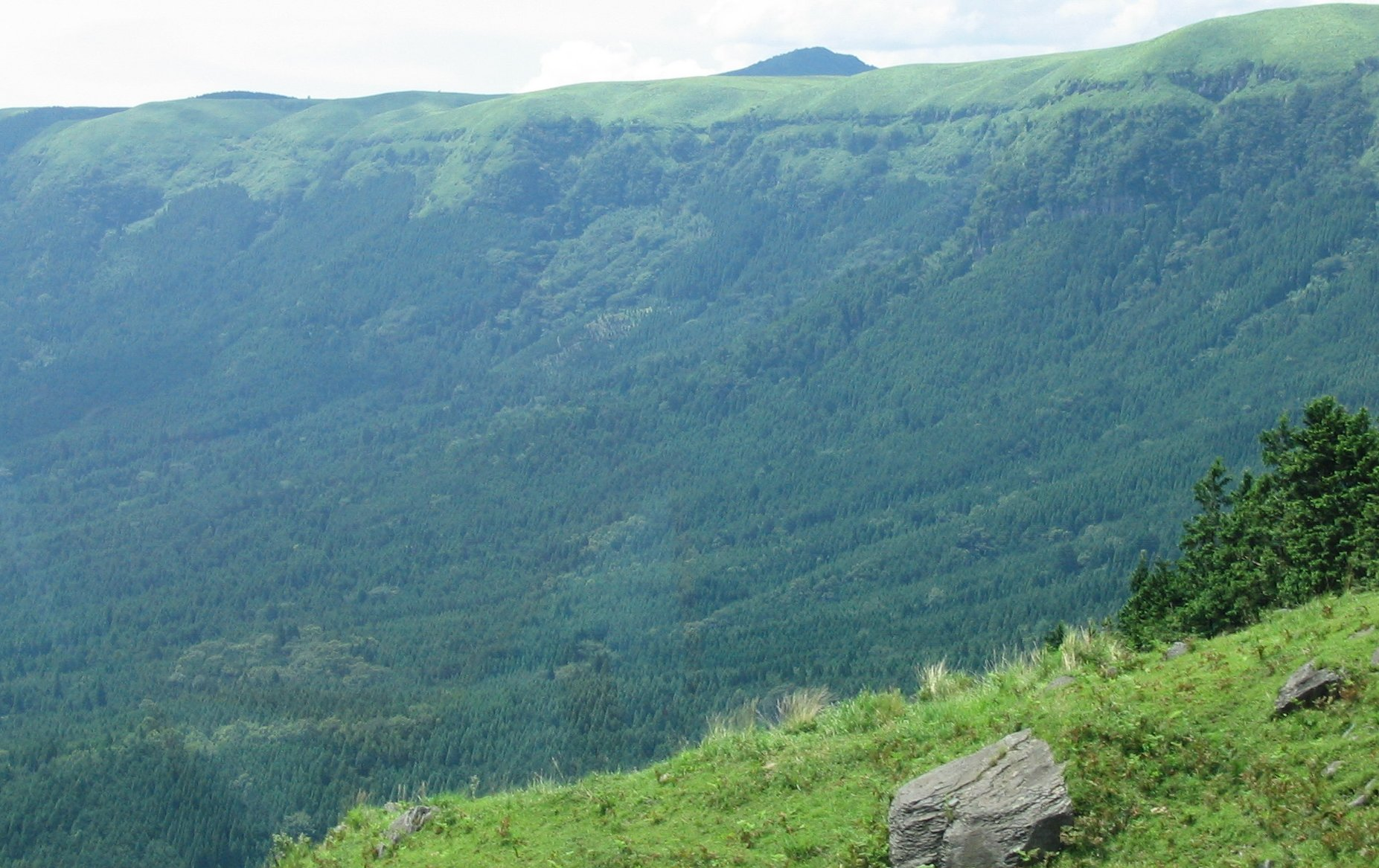
Il bordo della caldera dell'Aso

L'eruzione che ha formato l'attuale vulcano Aso è avvenuta circa 300 000 anni fa.
Quattro grandi eruzioni si sono verificate nel corso di un periodo che va da 300 000 a 90 000 anni fa. La quarta eruzione è stata la più grande e la più disastrosa, con la cenere vulcanica che ha coperto l'intera regione di Kyūshū estendendosi anche fino alla prefettura di Yamaguchi.

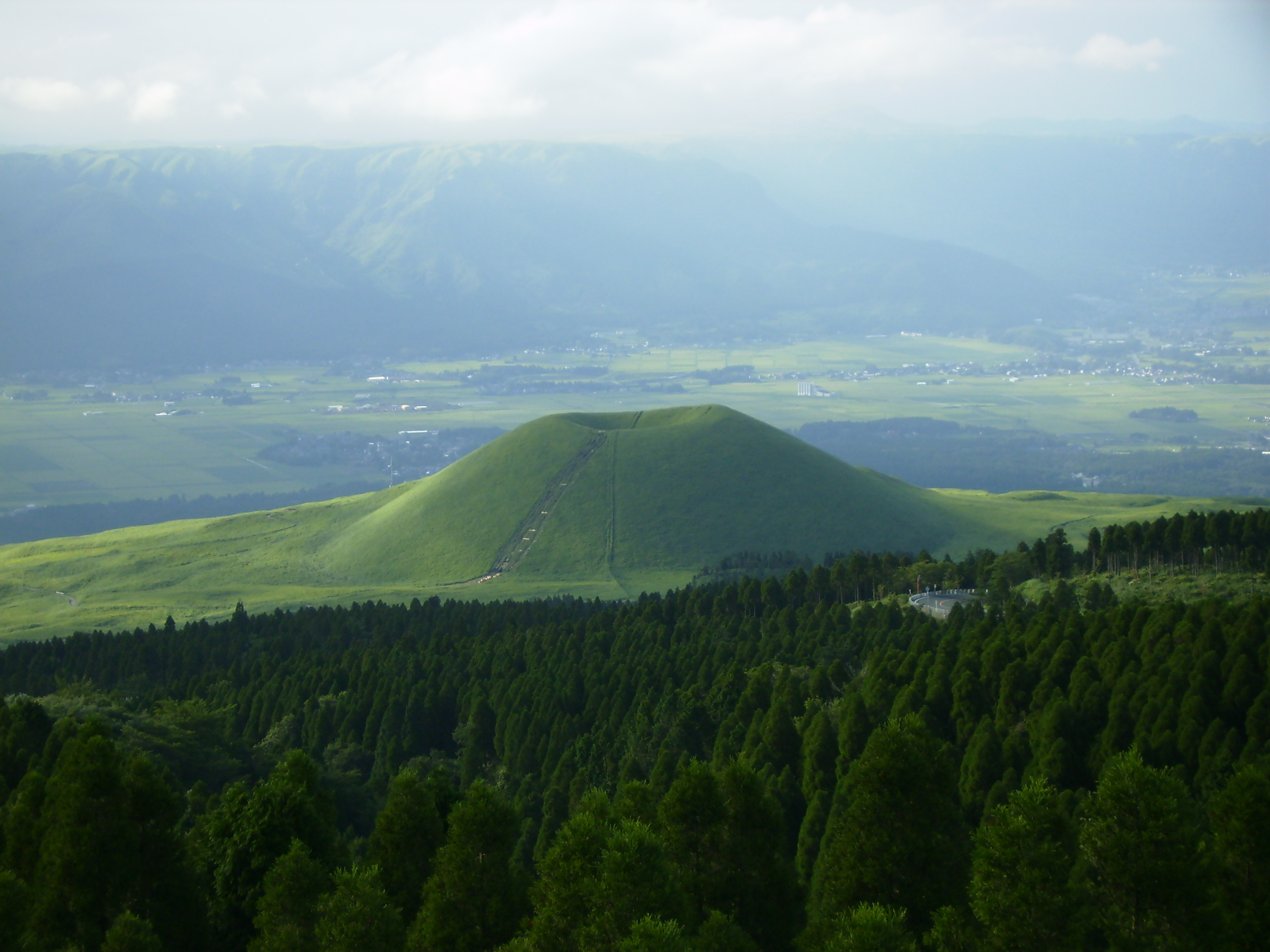
Kome Zuka nella vasta caldera dell'Aso

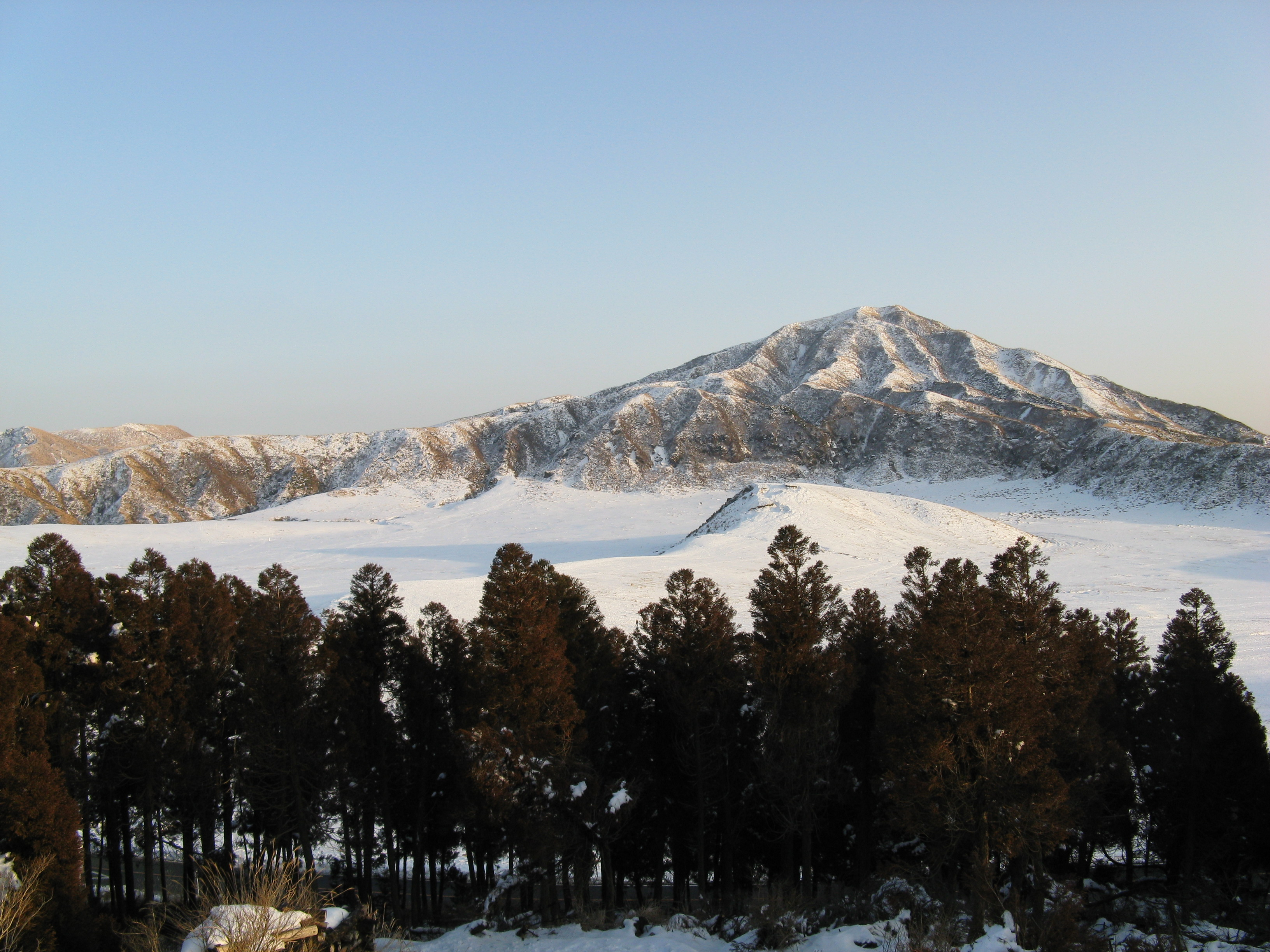
Kusasenri, che fa parte del Monte Aso, in inverno

Il Monte Taka, Monte Naka, Monte Eboshi e il Monte Kishima sono dei coni che si sono formati con la quarta eruzione della caldera. Il cono del Monte Naka è tuttora attivo.
Ci sono circa 320 ponti ad arco in pietra nella prefettura di Kumamoto, compreso il Tsujun-kyo e Reidai-kyo Midorikawa ponti sul fiume, che sono importanti beni culturali nazionali. Tutti derivano dai depositi di cenere delle nubi piroclastiche.
Il monte venne inserito nel 1964 nella lista dei "100 famosi monti del Giappone" (Nihon hyaku meizan) di Kyūya Fukada.